# Pseudoglenea densepuncticollis
Pseudoglenea densepuncticollis är en skalbaggsart som beskrevs av Gilmour och Stefan von Breuning 1963. Pseudoglenea densepuncticollis ingår i släktet Pseudoglenea och familjen långhorningar. Inga underarter finns listade i Catalogue of Life.